# دانييل مورينو
دانييل مورينو (بالإسبانية: Dani Moreno)‏ مواليد 5 سبتمبر 1981 في مدريد، هو دراج إسباني في صنف سباق الدراجات على الطريق. وهو اختصاصي تسلق.

## سباقات أو مراحل فاز بها
- طواف إسبانيا

## روابط خارجية
- دانييل مورينو على موقع الاتحاد الدولي للدراجات (الإنجليزية)
- دانييل مورينو على موقع أرشيف الدراجات (الإنجليزية)
- دانييل مورينو على موقع إحصائيات الدراجات الإحترافية (الإنجليزية)
- دانييل مورينو على موقع نسبة الدراجات (الإنجليزية)
- دانييل مورينو على موقع CycleBase (الإنجليزية)